# Postamt Röbel/Müritz

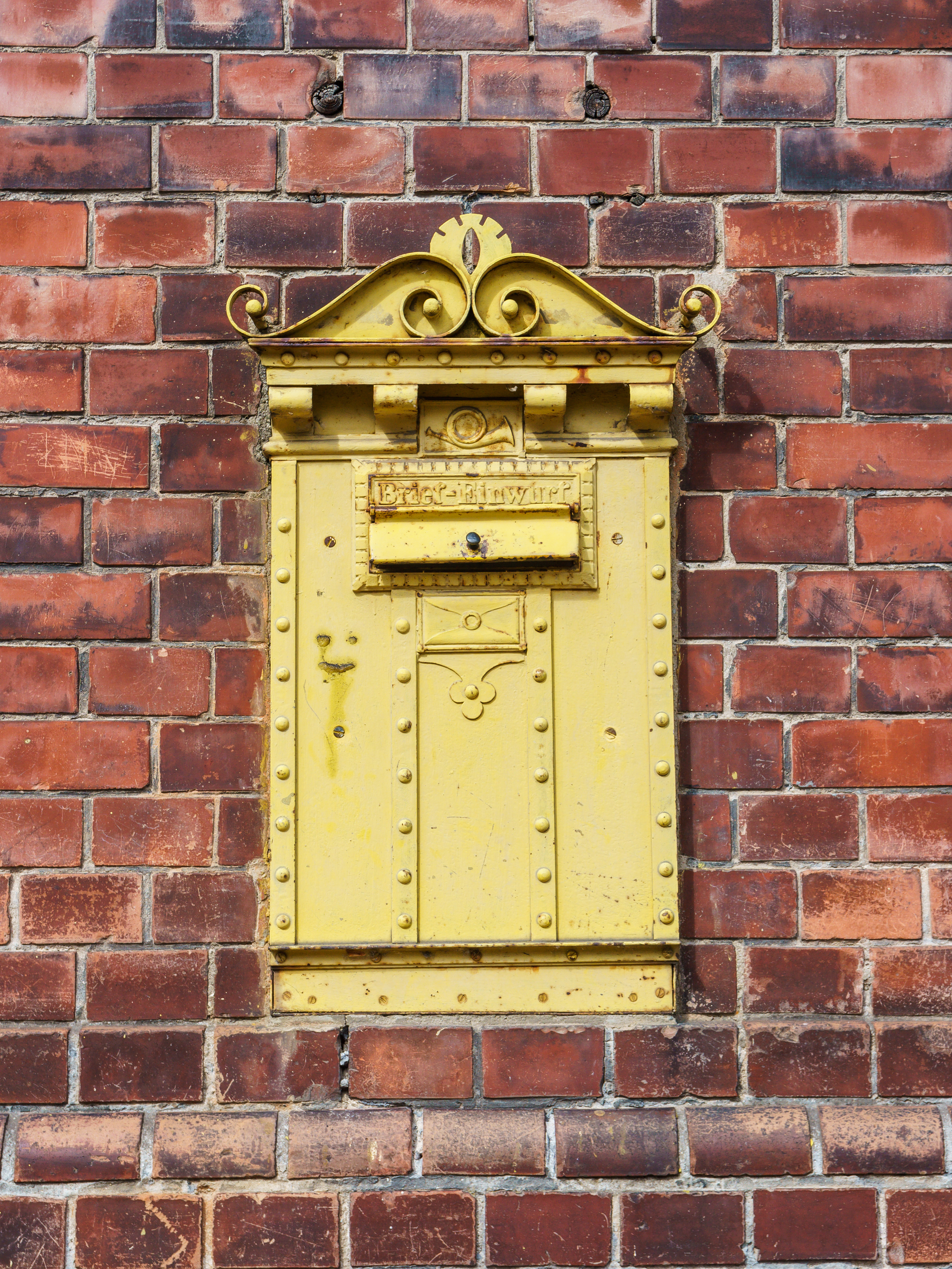
Historischer Briefkasten, 2019

Das ehemalige Postamt in Röbel/Müritz, am Westufer der Müritz gelegen, befindet sich am Pferdemarkt 6 und wurde 1886 in Betrieb genommen. Das Gebäude steht unter Denkmalschutz.

## Geschichte
Das zweigeschossige historisierende Gebäude besitzt ein dreigeschossiges seitliches Türmchen mit einem hohen Keildach und einem Giebelaufsatz für die Uhr; es diente bis 1918 als Kaiserliches Postamt der III. Klasse, mit einem Postverwalter. Danach war es ein Postamt, bis die Deutsche Post umzog und eine kleine Filiale im benachbarten Müritzkaufhaus am Pferdemarkt 11 einrichtete. Heute sind hier Wohnungen und Büroräume untergebracht.
Die kaiserlichen Post- und Telegraphenämter in Mecklenburg und Vorpommern aus dieser Zeit haben zumeist eine gestalterische Ähnlichkeit, da die Kaiserliche Reichspost durch das Reichspostamt im Norddeutschen Postbezirk zentral die Gebäude plante oder die Planungen vergab. Es entstanden historisierende und verklinkerte, teilweise verputzte Gebäude, oft mit einem Türmchen.
(siehe auch:Postamt Güstrow, Postamt Malchin, Kaiserliches Postamt (Parchim), Kaiserliches Postamt Wustrow (Fischland).)